# Saint-Georges-d'Aurac
Pour les articles homonymes, voir Saint-Georges, Saint Georges (homonymie) et Georges.
Saint-Georges-d'Aurac est une commune française située dans le département de la Haute-Loire en région Auvergne-Rhône-Alpes.

## Géographie

### Localisation
La commune de Saint-Georges-d'Aurac, située à 624 mètres d'altitude dans le département de la Haute-Loire, en région Auvergne-Rhône-Alpes, se trouve également à proximité du parc naturel régional Livradois-Forez.
Elle se situe à 37 km par la route du Puy-en-Velay, préfecture du département, à 22 km de Brioude, sous-préfecture, et à 4 km de Mazeyrat-d'Allier, bureau centralisateur du canton du Pays de Lafayette dont dépend la commune depuis 2015 pour les élections départementales.
Les communes les plus proches sont : Chavaniac-Lafayette (3,1 km), Mazerat-Aurouze (3,7 km), Mazeyrat-d'Allier (4,1 km), Couteuges (4,9 km), Cerzat (4,9 km), Paulhaguet (6,1 km), Jax (6,2 km), Chassagnes (6,5 km).
| Couteuges         | Chavaniac-Lafayette   | Chavaniac-Lafayette |
| Mazeyrat-d'Allier | Saint-Georges-d'Aurac | Chavaniac-Lafayette |
| Mazeyrat-d'Allier | Mazeyrat-d'Allier     | Vissac-Auteyrac     |

### Climat
Pour des articles plus généraux, voir Climat d'Auvergne-Rhône-Alpes et Climat de la Haute-Loire.
En 2010, le climat de la commune est de type climat océanique altéré, selon une étude du Centre national de la recherche scientifique s'appuyant sur une série de données couvrant la période 1971-2000. En 2020, Météo-France publie une typologie des climats de la France métropolitaine dans laquelle la commune est exposée à un climat de montagne ou de marges de montagne et est dans la région climatique Nord-est du Massif Central, caractérisée par une pluviométrie annuelle de 800 à 1 200 mm, bien répartie dans l’année.
Pour la période 1971-2000, la température annuelle moyenne est de 10,2 °C, avec une amplitude thermique annuelle de 16,8 °C. Le cumul annuel moyen de précipitations est de 668 mm, avec 7,5 jours de précipitations en janvier et 6,4 jours en juillet. Pour la période 1991-2020, la température moyenne annuelle observée sur la station météorologique de Météo-France la plus proche, « Chavaniac-Lafa », sur la commune de Chavaniac-Lafayette à 3 km à vol d'oiseau, est de 10,5 °C et le cumul annuel moyen de précipitations est de 766,4 mm,. Pour l'avenir, les paramètres climatiques de la commune estimés pour 2050 selon différents scénarios d'émission de gaz à effet de serre sont consultables sur un site dédié publié par Météo-France en novembre 2022.

## Urbanisme

### Typologie
Au 1er janvier 2024, Saint-Georges-d'Aurac est catégorisée commune rurale à habitat dispersé, selon la nouvelle grille communale de densité à sept niveaux définie par l'Insee en 2022.
Elle est située hors unité urbaine. Par ailleurs la commune fait partie de l'aire d'attraction de Langeac, dont elle est une commune de la couronne,. Cette aire, qui regroupe 14 communes, est catégorisée dans les aires de moins de 50 000 habitants,.

### Occupation des sols
L'occupation des sols de la commune, telle qu'elle ressort de la base de données européenne d’occupation biophysique des sols Corine Land Cover (CLC), est marquée par l'importance des territoires agricoles (94,3 % en 2018), en diminution par rapport à 1990 (96 %). La répartition détaillée en 2018 est la suivante : 
prairies (55 %), zones agricoles hétérogènes (35,9 %), forêts (4 %), terres arables (3,3 %), zones urbanisées (1,8 %). L'évolution de l’occupation des sols de la commune et de ses infrastructures peut être observée sur les différentes représentations cartographiques du territoire : la carte de Cassini (XVIIIe siècle), la carte d'état-major (1820-1866) et les cartes ou photos aériennes de l'IGN pour la période actuelle (1950 à aujourd'hui).

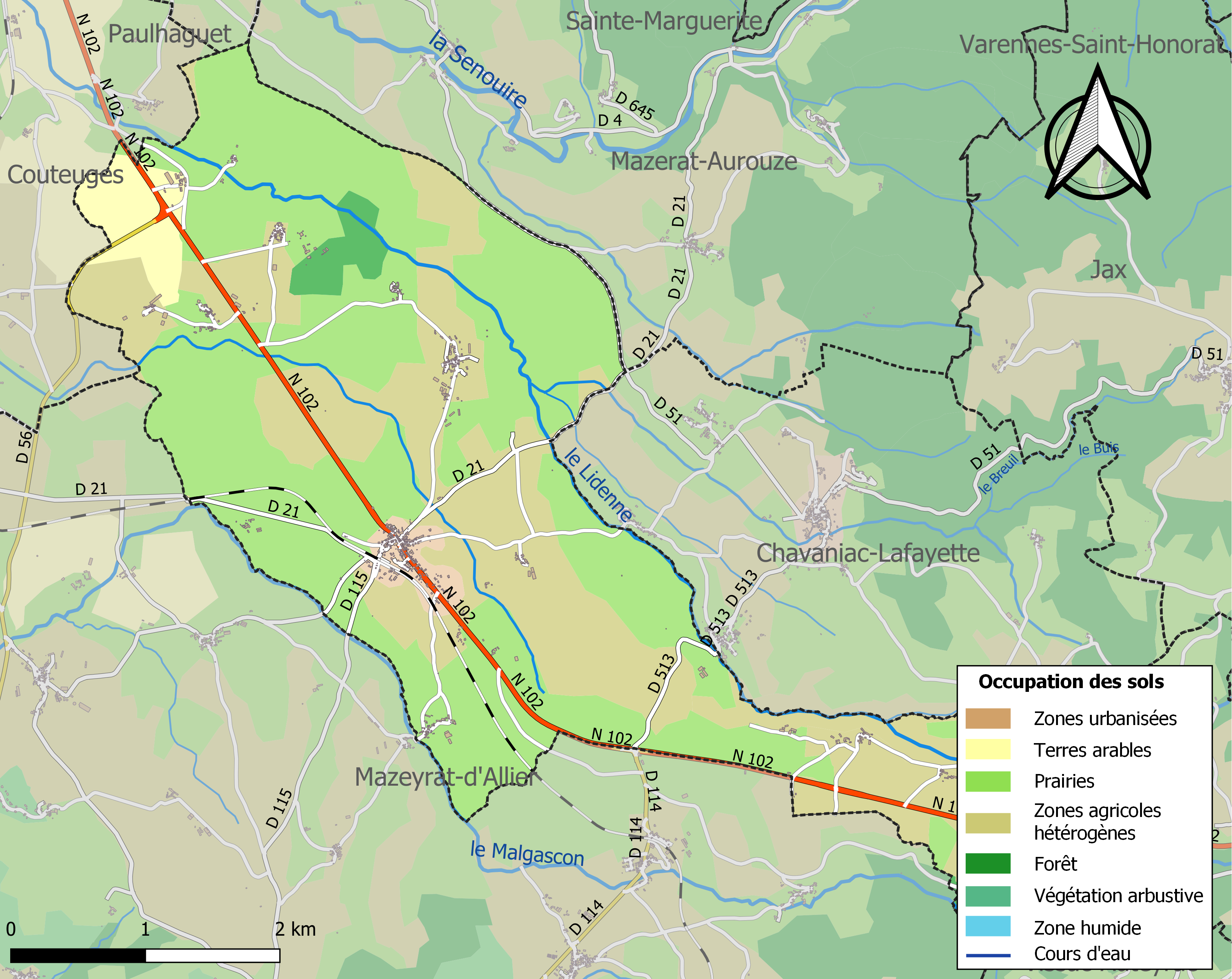
Carte des infrastructures et de l'occupation des sols de la commune en 2018 (CLC).

### Habitat et logement
En 2018, le nombre total de logements dans la commune était de 312, alors qu'il était de 300 en 2013 et de 279 en 2008.
Parmi ces logements, 66,9 % étaient des résidences principales, 17,8 % des résidences secondaires et 15,3 % des logements vacants. Ces logements étaient pour 92,4 % d'entre eux des maisons individuelles et pour 6,6 % des appartements.
Le tableau ci-dessous présente la typologie des logements à Saint-Georges-d'Aurac en 2018 en comparaison avec celle de la Haute-Loire et de la France entière. Une caractéristique marquante du parc de logements est ainsi une proportion de résidences secondaires et logements occasionnels (17,8 %) supérieure à celle du département (16,1 %) et à celle de la France entière (9,7 %). Concernant le statut d'occupation de ces logements, 78,4 % des habitants de la commune sont propriétaires de leur logement (77,9 % en 2013), contre 70 % pour la Haute-Loire et 57,5 pour la France entière.
| Typologie                                               | Saint-Georges-d'Aurac | Haute-Loire | France entière |
| ------------------------------------------------------- | --------------------- | ----------- | -------------- |
| Résidences principales (en %)                           | 66,9                  | 71,5        | 82,1           |
| Résidences secondaires et logements occasionnels (en %) | 17,8                  | 16,1        | 9,7            |
| Logements vacants (en %)                                | 15,3                  | 12,4        | 8,2            |

## Toponymie
Trois changements de nom de Saint-Georges-d'Aurac ont été référencés au cours de l'histoire de la commune :
- 1789 : Aurac-Chavagnac
- 1793 : Aurat
- 1801 : Saint-Georges-d'Aurat

## Histoire

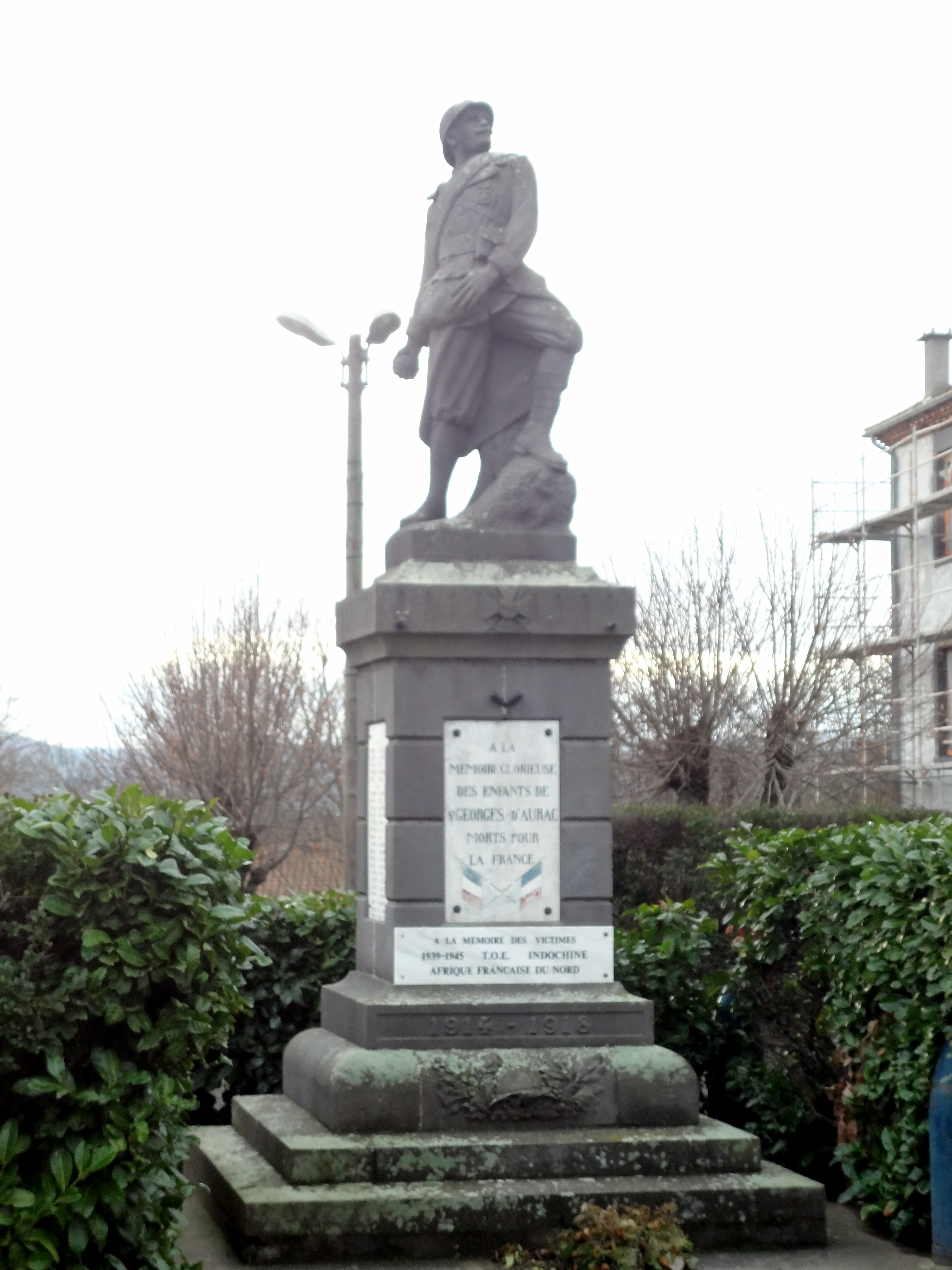
Monument aux morts.

Entre 1790 et 1794, Saint-Georges absorbe la commune éphémère de Chavagnat. Pour suivre le décret de la Convention du 25 vendémiaire an II invitant les communes ayant des noms pouvant rappeler les souvenirs de la royauté, de la féodalité ou des superstitions, à les remplacer par d'autres dénominations, la commune change de nom pour Aurac-Chavagnac.
En 1842, la commune absorbe celle voisine de Flageat et, en 1880, cède une partie de son territoire pour former la commune de Chavaniac-Lafayette.

## Politique et administration

### Découpage territorial
La commune de Saint-Georges-d'Aurac est membre de la communauté de communes des Rives du Haut Allier, un établissement public de coopération intercommunale (EPCI) à fiscalité propre créé le 27 décembre 2016 dont le siège est à Langeac. Ce dernier est par ailleurs membre d'autres groupements intercommunaux.
Sur le plan administratif, elle est rattachée à l'arrondissement de Brioude, au département de la Haute-Loire, en tant que circonscription administrative de l'État, et à la région Auvergne-Rhône-Alpes.
Sur le plan électoral, elle dépend du canton du Pays de Lafayette pour l'élection des conseillers départementaux, depuis le redécoupage cantonal de 2014 entré en vigueur en 2015, et de la deuxième circonscription de la Haute-Loire   pour les élections législatives, depuis le redécoupage électoral de 1986.

### Liste des maires
| Période   | Période                    | Identité           | Étiquette | Qualité |
| --------- | -------------------------- | ------------------ | --------- | ------- |
|           |                            |                    |           |         |
|           |                            | Jean Chazal        |           |         |
| 1945      | 1953                       | Roger Sabatier     |           |         |
| 1953      | 1955                       | Régis Defix        |           |         |
| 1955      | 1965                       | Robert De Flagheac |           |         |
| 1965      | 1971                       | Lucien André       |           |         |
| 1971      | 1983                       | Henri Fuzet        |           |         |
| 1983      | 2004                       | Théodore Chazal    | DVD       |         |
| 2004      | 2008                       | Jean-Claude Vergne |           |         |
| mars 2008 | En cours (au 28 août 2014) | Alain Garnier      |           |         |

## Population et société

### Démographie

#### Évolution démographique
L'évolution du nombre d'habitants est connue à travers les recensements de la population effectués dans la commune depuis 1793. Pour les communes de moins de 10 000 habitants, une enquête de recensement portant sur toute la population est réalisée tous les cinq ans, les populations de référence des années intermédiaires étant quant à elles estimées par interpolation ou extrapolation. Pour la commune, le premier recensement exhaustif entrant dans le cadre du nouveau dispositif a été réalisé en 2005.

En 2022, la commune comptait 473 habitants, en évolution de +0,85 % par rapport à 2016 (Haute-Loire : +0,36 %, France hors Mayotte : +2,11 %).
| 1793  | 1800 | 1806  | 1821  | 1831  | 1836  | 1841  | 1846  | 1851  |
| ----- | ---- | ----- | ----- | ----- | ----- | ----- | ----- | ----- |
| 1 115 | 921  | 1 120 | 1 152 | 1 170 | 1 447 | 1 412 | 1 526 | 1 594 |

| 1856  | 1861  | 1866  | 1872  | 1876  | 1881 | 1886 | 1891 | 1896 |
| ----- | ----- | ----- | ----- | ----- | ---- | ---- | ---- | ---- |
| 1 616 | 1 698 | 1 598 | 1 715 | 1 700 | 936  | 977  | 986  | 924  |

| 1901 | 1906 | 1911 | 1921 | 1926 | 1931 | 1936 | 1946 | 1954 |
| ---- | ---- | ---- | ---- | ---- | ---- | ---- | ---- | ---- |
| 942  | 849  | 798  | 815  | 810  | 745  | 713  | 616  | 568  |

| 1962 | 1968 | 1975 | 1982 | 1990 | 1999 | 2005 | 2006 | 2010 |
| ---- | ---- | ---- | ---- | ---- | ---- | ---- | ---- | ---- |
| 531  | 556  | 478  | 453  | 427  | 411  | 422  | 414  | 452  |

| 2015 | 2020 | 2022 | - | - | - | - | - | - |
| ---- | ---- | ---- | - | - | - | - | - | - |
| 467  | 476  | 473  | - | - | - | - | - | - |

#### Pyramide des âges
La population de la commune est relativement jeune.
En 2018, le taux de personnes d'un âge inférieur à 30 ans s'élève à 32,6 %, soit au-dessus de la moyenne départementale (31 %). À l'inverse, le taux de personnes d'âge supérieur à 60 ans est de 28,6 % la même année, alors qu'il est de 31,1 % au niveau départemental.
En 2018, la commune comptait 225 hommes pour 244 femmes, soit un taux de 52,03 % de femmes, légèrement supérieur au taux départemental (50,87 %).
Les pyramides des âges de la commune et du département s'établissent comme suit.
| Hommes | Classe d’âge | Femmes |
| ------ | ------------ | ------ |
| 0,0    | 90 ou +      | 1,2    |
| 5,2    | 75-89 ans    | 8,4    |
| 24,0   | 60-74 ans    | 18,4   |
| 20,5   | 45-59 ans    | 21,2   |
| 18,7   | 30-44 ans    | 17,2   |
| 10,5   | 15-29 ans    | 12,2   |
| 21,1   | 0-14 ans     | 21,4   |

| Hommes | Classe d’âge | Femmes |
| ------ | ------------ | ------ |
| 0,9    | 90 ou +      | 2,5    |
| 8,4    | 75-89 ans    | 11,7   |
| 20,4   | 60-74 ans    | 20,5   |
| 21,3   | 45-59 ans    | 20,3   |
| 16,8   | 30-44 ans    | 16,3   |
| 15,2   | 15-29 ans    | 13,2   |
| 17     | 0-14 ans     | 15,6   |

## Économie

### Revenus
En 2018, la commune compte 208 ménages fiscaux, regroupant 457 personnes. La médiane du revenu disponible par unité de consommation est de 19 210 € (20 800 € dans le département).

### Emploi
| Division       | 2008  | 2013   | 2018  |
| -------------- | ----- | ------ | ----- |
| Commune        | 7,6 % | 10,5 % | 7,1 % |
| Département    | 6,3 % | 7,7 %  | 7,7 % |
| France entière | 8,3 % | 10 %   | 10 %  |

En 2018, la population âgée de 15 à 64 ans s'élève à 276 personnes, parmi lesquelles on compte 76,5 % d'actifs (69,4 % ayant un emploi et 7,1 % de chômeurs) et 23,5 % d'inactifs,. En  2018, le taux de chômage communal (au sens du recensement) des 15-64 ans est inférieur à celui de la France et département, alors qu'en 2008 il était supérieur à celui du département et inférieur à celui de la France.
La commune fait partie de la couronne de l'aire d'attraction de Langeac, du fait qu'au moins 15 % des actifs travaillent dans le pôle,. Elle compte 125 emplois en 2018, contre 109 en 2013 et 100 en 2008. Le nombre d'actifs ayant un emploi résidant dans la commune est de 194, soit un indicateur de concentration d'emploi de 64,3 % et un taux d'activité parmi les 15 ans ou plus de 57,8 %.
Sur ces 194 actifs de 15 ans ou plus ayant un emploi, 40 travaillent dans la commune, soit 21 % des habitants. Pour se rendre au travail, 85,9 % des habitants utilisent un véhicule personnel ou de fonction à quatre roues, 7,6 % s'y rendent en deux-roues, à vélo ou à pied et 6,6 % n'ont pas besoin de transport (travail au domicile).

## Culture locale et patrimoine

### Lieux et monuments
- Château de Flaghac[23] ;
- Église Saint-Georges ;

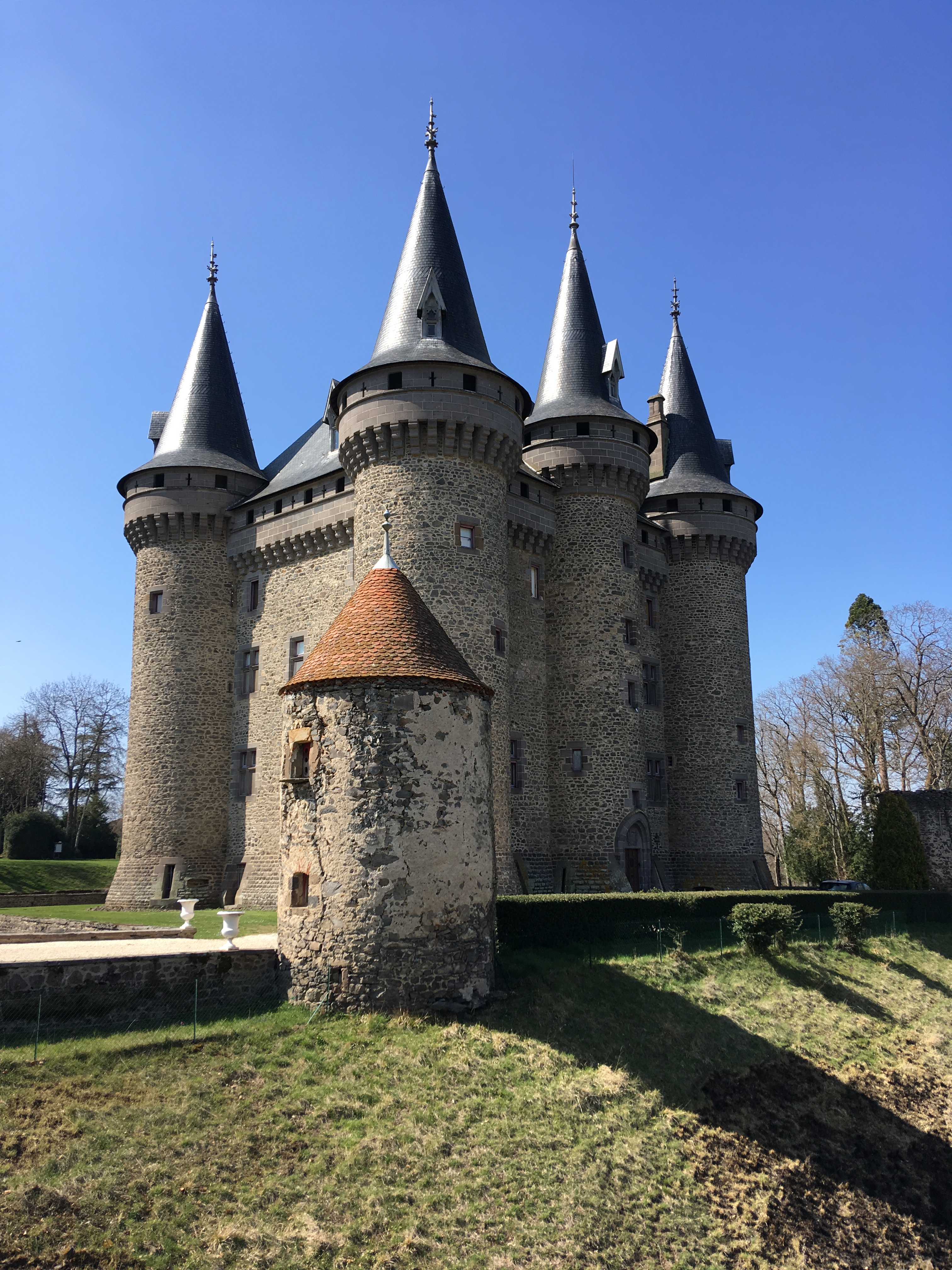
Château de Flaghac

- Maison-forte d'Azinière datant du 15e siècle et du 18e siècle[24].

Le nom de la commune est surtout connu pour sa gare (Saint-Georges-d'Aurac Gare) située à la bifurcation de deux lignes SNCF venant de Nîmes vers Clermont-Ferrand, sur la ligne des Cévennes et la ligne vers Le Puy-en-Velay (Ligne Saint-Georges-d'Aurac - Saint-Étienne). Cette gare n'est pourtant pas située sur le territoire communal, mais sur celui de Mazeyrat-d'Allier. Jusques en 1992, un point d'arrêt sur la seconde ligne, nommé Aurac-Lafayette, desservait le village.

### Personnalités liées à la commune
- Antoine Rongiès (1754-1807), né et décédé à Flageac, homme politique, député de la Haute-Loire en 1791 à l'Assemblée nationale législative.
- Louis de Cazenave (1897-2008), un des 2 derniers poilus et doyen des hommes français du 25 août 2007 à sa mort le 20 janvier 2008, est né dans la commune.